# Touch Your Heart
Touch Your Heart (romanización revisada, Jinsimi Data) también conocida como Un lugar en tu corazón, es una serie de televisión surcoreana de comedia romántica emitida entre el 6 de febrero hasta el 28 de marzo de 2019 por TVN. Está basada en la novela web «Reach of Sincerity» de Jäger que fue publicada en 2016 y es protagonizada por Lee Dong-wook y Yoo In na.

## Sinopsis
Oh Yoon Seo (Yoo In-na) es una popular actriz, tan famosa por su belleza como por su mala actuación. Debido a un escándalo con un millonario su carrera resulta afectada. Finalmente, después de 2 años de "descanso" podría regresar a la actuación como una abogada, pero antes deberá mejorar su interpretación entrenándose como secretaria del frío abogado Kwon Jung-rok (Lee Dong-wook) por 3 meses.

Aunque al principio la relación entre la secretaria y el abogado es muy mala, ella se esforzará para mostrarle que no es solo una mala actriz o una cara bonita, a medida que se van conociendo llegan a tocar el corazón el uno del otro.

## Reparto

### Personajes principales
- Lee Dong Wook como Kwon Jung-rok.[5]
- Yoo In-na como Oh Yoon-seo / Oh Jin-shim (Oh Yoon seo es el nombre artístico de la actriz en el drama y Oh Jin-Shim su nombre real)

### Personajes secundarios
- Shim Hyung-tak como Choi Yoon-hyuk, un abogado de divorcios.
- Lee Jun-hyeok como Yeon Jun-suk, es el CEO de la agencia de Yoon-seo.
- Son Sung-yoon como Yoo Yeo-reum, una fiscal.[6]
- Jang So-yeon como Yang Eun-ji, una secretaria legal.[6][7]
- Park Kyung-hye como Dan Moon-hee, una abogada de defensa civil.[6]
- Oh Jung-se como Yun Joon-gyu, el CEO del despacho de abogados "Always".
- Lee Sang-woo como Kim Se-won, un fiscal.
- Kim Hee-jung como Kim Hae-young, una secretaria asistente legal.[6]
- Park Ji-hwan como Lee Doo-sub, un gerente de oficina.
- Oh Eui-shik como Gong Hyuk-joon, el mánager de Yoon-seo.

### Otros personajes
- Kim Chae-eun como Lee Joo-young, una fiscal.
- Kim Hee-chang como el fiscal en jefe.
- Jin So-yeon como la secretaria legal de Yeo-reum.
- Park Yun como Yoo Hyun-ji, una miembro del equipo de Se-won.
- Min Jung Sup como el investigador de Yeo-reum.
- Lee Kyu-sung como Kim Pil-gi, un interno.
- Lee Jong-hwa como Lee Jong-hwa, un interno.
- Lee Hyun-kyun como el fiscal Im.
- Na Chul como Kim Hyung-shik, un miembro del equipo de Se-won.
- Song Duk-ho como Deok-ho.
- Lee Kyu-sung como Kim Pil-gi.[8]

### Apariciones especiales
- Song Kang como un repartidor (ep. #13).
- Kim Kwan-soo como un empleado a tiempo parcial del metro (ep. #2, 8, 10).
- Hwang Bo-ra como Hwang Yun-du, la rival de Yoon-seo (Ep. #7).
- Hwang Chan-sung como un repartidor de quien Moon-hee está enamorada (ep. #3, 5).
- Hwang Seung-eon como un actriz (Ep. #4).
- Kim Wook como un actor (Ep. #4).
- Kim Soo-jin como Lee Se-jin, una escritora (ep. #1, 11-12)
- Jang Ki-yong como un actor top (ep. #1).
- Jo Soo-min como Yoon-ha, una estudiante.

## Producción
Anteriormente Lee Dong-wook y Yoo In-na habían trabajado juntos en la serie Goblin. Además, el papel principal masculino fue ofrecido inicialmente a Jung Kyung-ho, pero este lo rechazó. La primera lectura del guion se realizó el 27 de noviembre de 2018 y el rodaje se inició ese mismo mes.
La serie contó con las compañías de producción "Mega Monster Corporation" y "Zium Content Co., Ltd.", fue creada por "Studio Dragon Corporation" y fue distribuida por "TVN".

## Banda sonora
Parte 1
| N.º | Título                  | Artista    | Duración |  |
| 1.  | «Make It Count»         | Chen (EXO) | 03:27    |  |
| 2.  | «Make It Count» (Inst.) |            | 03:27    |  |

Parte 2
| N.º | Título               | Artista  | Duración |  |
| 1.  | «Oh? Truly!»         | J Rabbit | 02:42    |  |
| 2.  | «Oh? Truly!» (Inst.) |          | 02:42    |  |

Parte 3
| N.º | Título                 | Artista            | Duración |  |
| 1.  | «What If Love»         | Wendy (Red Velvet) | 03:41    |  |
| 2.  | «What If Love» (Inst.) |                    | 03:41    |  |

Parte 4
| N.º | Título                 | Artista                | Duración |  |
| 1.  | «Be Your Star»         | Seoryoung, Lena (GWSN) | 04:01    |  |
| 2.  | «Be Your Star» (Inst.) |                        | 04:01    |  |

Parte 5
| Released on 2019 de marzo del 7 |                      |               |          |  |
| N.º                             | Título               | Artista       | Duración |  |
| 1.                              | «Good Night»         | Jeong Se-woon | 4:00     |  |
| 2.                              | «Good Night» (Inst.) |               | 4:00     |  |

Parte 6
| Released on 2019 de marzo del 13 |                                           |             |          |  |
| N.º                              | Título                                    | Artista     | Duración |  |
| 1.                               | «At The End Of Your Left Hand» (왼손끝에) | Park Bo-ram | 4:08     |  |
| 2.                               | «At The End Of Your Left Hand» (Inst.)    |             | 4:08     |  |

## Premios y nominaciones
| Año  | Categoría               | Premio            | Nominado (a) | Resultado |
| ---- | ----------------------- | ----------------- | ------------ | --------- |
| 2019 | Female Excellence Award | Korea Drama Award | Yoo In-na    | pendiente |

## Emisión internacional
- Birmania: Myanmar National TV (2019).
- Chile: ETC (2020).
- Hong Kong: Drama Channel (2019).
- Filipinas: ABS-CBN (2019).
- Indonesia: tvN Asia (2019).
- Malasia: tvN Asia (2019) y 8TV (2020).
- Oriente Medio y África del Norte: MBC4 (2019).
- Perú: Willax (marzo - 2020 y noviembre - 2020).
- Singapur: tvN Asia (2019).
- Taiwán: Star Entertainment Channel, Star Chinese Channel y FOX Taiwan (2019).
- Ecuador: Teleamazonas (2020)
- Estados Unidos: Netflix